# Landkreisordnung
Die Landkreisordnung (in manchen Ländern auch Kreisordnung) ist ein Landesgesetz, das 
- die Rechtsstellung der Landkreise
- ihre innere Organisation
- und die staatliche Aufsicht (Rechtsaufsicht bzw. Fachaufsicht) über sie

regelt.
In den einzelnen Ländern der Bundesrepublik gibt es unterschiedliche Regelungsmodelle (Typen von Kreisverfassungen).
Die Landkreisordnung entspricht der Gemeindeordnung auf Ebene der Gemeinden.

## Landkreisordnungen der Länder in Deutschland
Die Unterschiede der Verfassungstypen in den Ländern sind bedingt durch die dortigen Besatzungsmächte, die in den Ländern zum Teil nach dem Krieg ihre Vorstellungen von kommunalen Strukturen vorgegeben haben.
Die Bezeichnungen und Bedeutungen der kommunalen Organe variieren entsprechend in den einzelnen Ländern deutlich. 
| Land                   | Bezeichnung                                            | Abkürzung | Verfassungstyp |
| ---------------------- | ------------------------------------------------------ | --------- | -------------- |
| Baden-Württemberg      | Landkreisordnung für Baden-Württemberg                 | LKrO BW   |                |
| Bayern                 | Landkreisordnung für den Freistaat Bayern              | LKrO B    |                |
| Berlin                 | In Berlin bestehen keine Landkreise.                   | ---       | ---            |
| Brandenburg            | Landkreisordnung für das Land Brandenburg              | LKrO BR   |                |
| Bremen                 | In Bremen bestehen keine Landkreise.                   | ---       | ---            |
| Hessen                 | Hessische Landkreisordnung                             | HKO       |                |
| Hamburg                | In Hamburg bestehen keine Landkreise.                  | ---       | ---            |
| Mecklenburg-Vorpommern | Kommunalverfassung für das Land Mecklenburg-Vorpommern | KV M-V    |                |
| Niedersachsen          | Niedersächsisches Kommunalverfassungsgesetz            | NKomVG    |                |
| Nordrhein-Westfalen    | Kreisordnung Nordrhein-Westfalen                       | KrO NRW   |                |
| Rheinland-Pfalz        | Landkreisordnung Rheinland-Pfalz                       | LKO RLP   |                |
| Saarland               | Kommunalselbstverwaltungsgesetz                        | KSVG      |                |
| Sachsen                | Landkreisordnung für den Freistaat Sachsen             | SächsLKrO |                |
| Sachsen-Anhalt         | Kommunalverfassungsgesetz des Landes Sachsen-Anhalt    | KVG LSA   |                |
| Schleswig-Holstein     | Kreisordnung für Schleswig-Holstein                    | KrO SH    |                |
| Thüringen              | Thüringer Gemeinde- und Landkreisordnung               | ThürKO    |                |